# Arena Himki
Arena Himki este un stadion de fotbal din Himki, Regiunea Moscova, Rusia. Stadionul are o capacitate de 18 636 de locuri și a fost deschis în 2008 în calitate de stadion de casă al clubului FC Himki. Începând cu 2009, Dinamo Moscova își joacă meciurile de acasă pe acest stadion, întrucât Stadionul Dinamo a intrat în reconstrucție. Atunci când FC Himki a retrogradat din Prima Ligă Rusă, clubul s-a muta pe Stadionul Rodina, iar ȚSKA Moscova s-a mutat de pe Stadionul Lujniki pe Arena Himki. 
Înafară de meciurile din campionatul Rusiei și Cupa Rusiei, Arena Himki a mai găzduit meciuri de Liga Campionilor UEFA, UEFA Europa League, și meciuri ale echipei naționale a Rusiei U-21.